# Benjamin Antier
Pour les articles homonymes, voir Antier et Chevrillon.
Jean Pierre Benjamin Antier, né à Paris le 28 mars 1785 et mort à Paris 3e le 25 avril 1870, est un dramaturge français.

## Biographie
Auteur de mélodrames et de vaudevilles, écrits en collaboration avec d'autres auteurs, il est surtout connu pour son drame L'Auberge des Adrets, représenté pour la première fois en 1823. Y figure le bandit Robert Macaire, incarné sur scène par Frédérick Lemaître, qui écrit avec Benjamin Antier une deuxième pièce intitulée Robert Macaire en 1835[réf. nécessaire]. Le personnage est ensuite popularisé par les caricatures de Daumier pour devenir, selon le mot de James Rousseau dans sa Physiologie du Robert Macaire, « l'incarnation de notre époque positive, égoïste, avare, menteuse, vantarde.. essentiellement blagueuse. » En 1945, L'Auberge des Adrets servira de trame au film de Marcel Carné, Les Enfants du paradis, avec Jean-Louis Barrault et Arletty.
La plupart de ses pièces sont signées « Benjamin », car il était alors d'usage que les auteurs et les acteurs de mélodrame ne se fissent connaître que par leur prénom.

## Théâtre
- Haguenier ou l'Habit de cour, vaudeville en un acte, avec Pierre-Jean de Béranger et Ludwig Benedict Franz von Bilderbeck, Paris, théâtre de la Porte-Saint-Martin, 10 juillet 1818.
- M. Duquignon, comédie en 1 acte, mêlée de couplets, avec Frédéric Dupetit-Méré, Paris, théâtre de la Porte-Saint-Martin, 16 janvier 1821.
- Frank, ou l'Homme de la montagne, drame en 3 actes et en prose, avec Rigaud (jeune), Paris, théâtre de la Porte-Saint-Martin, 20 décembre 1821.
- La Pauvre Famille, mélodrame en 3 actes, avec Melchior Boisset, Paris, théâtre de l'Ambigu-Comique, 9 novembre 1822.
- Elfride ou la Vengeance, mélodrame en 3 actes, avec Martin Deslandes, théâtre de la Porte-Saint-Martin, 28 décembre 1822.
- La Lanterne sourde, ou les Deux porte-faix, vaudeville-féerie en un acte, avec Marc-Antoine Désaugiers, Paris, théâtre des Nouveautés, 20 mars 1923.
- L'Auberge des Adrets, drame en 3 actes à spectacle, avec Saint-Amand et Polyanthe, Paris, théâtre de l'Ambigu-Comique, 2 juillet 1823 Texte en ligne.
- Le Quartier du Temple, ou Mon ami Beausoleil, pièce grivoise en 1 acte, mêlée de vaudevilles, avec Louis Ponet, Paris, théâtre de l'Ambigu-Comique, 13 août 1823.
- La Maison de plaisance, vaudeville en 1 acte, avec Pierre-Jean de Béranger et Jean Baptiste Rose Bonaventure Violet d'Épagny, Paris, théâtre du Vaudeville, 8 octobre 1823.
- Attila et le Troubadour, comédie-vaudeville en 1 acte, avec Pierre-Jean de Béranger et Ludwig Benedict Franz von Bilderbeck, Paris, théâtre du Vaudeville, 7 février 1824.
- Le Grenier du poète, vaudeville en 1 acte, avec Louis Portelette, Paris, théâtre de l'Ambigu-Comique, 13 mai 1824.
- Les Femmes, ou le Mérite des femmes, comédie en 2 actes, avec Pierre-Jean de Béranger, Paris, théâtre de la Gaîté, 20 avril 1824.
- Le Garçon de noce, vaudeville en 1 acte, avec Charles Mourier, Paris, théâtre de l'Ambigu-Comique, 24 novembre 1824.
- Les Deux Écots, à propos vaudeville en 1 acte, avec Melchior Boisset, Paris, théâtre de l'Ambigu-Comique, 22 janvier 1825.
- Albert, ou le Rêve et le réveil, mélodrame en 3 actes, avec Melchior Boisset, Paris, théâtre de l'Ambigu-Comique, 25 janvier 1825.
- Le Point d'honneur, vaudeville en 1 acte tiré des Contes d'Adrien de Sarrazin, avec Gabriel-Alexandre Belle, Paris, théâtre du Vaudeville, 8 août 1825.
- Le Cocher de fiacre, mélodrame en 3 actes, avec Alexis Decomberousse et Naigeon, Paris, théâtre de l'Ambigu-Comique, 25 août 1825.
- Gustave, ou le Napolitain, mélodrame en 3 actes, avec Anicet Bourgeois et Philippe-Jacques de Laroche, Paris, théâtre de la Gaîté, 4 octobre 1825.
- Le Nouvelliste, ou le Plan de campagne, comédie-vaudeville en 1 acte, avec Félix de Croisy, Martin Deslandes, théâtre de la Porte-Saint-Martin, 2 juillet 1826.
- Le Pauvre de l'Hôtel-Dieu, mélodrame en 3 actes, avec Alexis Decomberousse et Naigeon, Paris, théâtre de la Gaîté, 16 août 1826.
- La Liquidation, comédie-vaudeville en 1 acte et en prose, avec Charles-Victor-Armand Séville et Louis Ponet, Paris, théâtre du Vaudeville, 17 novembre 1826.
- Le Garçon de recette, ou la Rente, comédie en 1 acte, mêlée de couplets, avec Édouard Damarin, Paris, théâtre de l'Ambigu-Comique, 12 décembre 1826.
- Poulailler, mélodrame en 9 petits actes, avec Théodore Nézel, Paris, théâtre de la Gaîté, 21 février 1827.
- Mandrin, mélodrame en 3 actes, avec Étienne Arago et Edmond Crosnier, Paris, théâtre de la Porte-Saint-Martin, 3 avril 1827.
- Antonia, ou Milan et Grenoble, mélodrame en 3 journées, avec Naigeon, Paris, théâtre de la Gaîté, 13 septembre 1827.
- La Muette de la forêt, mélodrame en 1 acte, tiré du roman intitulé Sœur Anne, avec René-Charles Guilbert de Pixérécourt, Paris, théâtre de la Gaîté, 29 janvier 1828.
- Le Chasseur noir, mélodrame en 3 actes à spectacle, avec Frédérick Lemaître et Théodore Nézel, Paris, théâtre de la Porte-Saint-Martin, 30 janvier 1828.
- Guillaume Tell, mélodrame en 6 parties, imité de Schiller, avec Pixérécourt, Paris, théâtre de la Gaîté, 3 mai 1829 Texte en ligne.
- Bisson, mélodrame en 2 actes et en 5 parties, à grand spectacle, avec Théodore Nézel et Henri Villemot, Paris, Cirque olympique, 13 juin 1828.
- Le Remplaçant, mélodrame en 3 actes, avec Saint-Amand et Henri Villemot, Paris, théâtre de l'Ambigu-Comique, 26 juin 1828.
- Les Lanciers et les marchandes de modes, pièce en 1 acte, mêlée de couplets, avec Armand-Joseph Overnay, Théodore Nézel et E.-F. Varez, Paris, théâtre de la Gaîté, 3 novembre 1828.
- Bugg, ou les Javanais, mélodrame en 3 actes, avec Félix de Croisy et marquis de Flers Hyacinthe-Jacques de La Motte-Ango, Paris, théâtre de l'Ambigu-Comique, 18 septembre 1828.
- Rochester, drame en 3 actes et en 6 parties, avec Théodore Nézel, Paris, théâtre de la Porte-Saint-Martin, 17 janvier 1829.
- Le Jeune Médecin, comédie en 1 acte, avec Anicet Bourgeois, Paris, théâtre de l'Ambigu-Comique, 3 septembre 1829.
- Isaure, drame en 3 actes, mêlé de chants, avec Francis Cornu et Théodore Nézel, Paris, théâtre des Nouveautés, 1er octobre 1829.
- L'Enragée de Chaumont, comédie en 1 acte, avec Antoine Simonnin, Paris, théâtre de la Porte-Saint-Martin, 2 novembre 1829.
- Le Fils de Louison, mélodrame en 3 actes, avec Alexis Decomberousse, Paris, théâtre de la Gaîté, 19 décembre 1829.
- Les Massacres, fièvre cérébrale en 3 actes et en vers sacrés, précédé de : Le Diable au spectacle, prologue avec Théodore Nézel et Antoine Simonnin, Paris, théâtre de la Gaîté, 19 juin 1830.
- Jeffries, ou le Grand Juge, mélodrame en 3 actes, avec Ludwig Benedict Franz von Bilderbeck, Paris, théâtre de la Gaîté, 14 juillet 1830.
- Napoléon en paradis, vaudeville en 1 acte, avec Théodore Nézel et Antoine Simonnin, Paris, théâtre de la Gaîté, 17 novembre 1830.
- Le Pâtissier usurpateur, pièce historique en 5 petits actes, avec Théodore Nézel et Antoine Simonnin, Paris, théâtre de la Gaîté, 4 décembre 1830.
- Benjamin Constant aux Champs-Elisées, tableau en 1 acte mêlé de couplets, avec Victor Lottin de Laval et Édouard Damarin, Paris, théâtre de l'Ambigu-Comique, 8 janvier 1831.
- Joachim Murat, drame historique en 4 actes et 9 tableaux, avec Alexis Decomberousse et Théodore Nézel, Paris, théâtre de l'Ambigu-Comique, 12 février 1831.
- L'Incendiaire, ou le Curé et l'archevêché, drame en 3 actes à grand spectacle, avec Alexis Decomberousse, Paris, théâtre de la Porte-Saint-Martin, 24 mars 1831.
- Mademoiselle de La Vallière et Madame de Montespan, drame historique en 3 actes, suivi d'un Épilogue ou Dix-huit ans après, avec Lagrange, Paris, théâtre de l'Ambigu-Comique, 21 mai 1831.
- L'Irlandais, ou l'Esprit national, comédie-vaudeville en 2 actes, traduit de l'anglais, avec Eugène Scribe, Paris, Gymnase dramatique, 6 septembre 1831.
- Le Watchman, drame en 3 actes et 6 tableaux, avec Armand Overnay et Adrien Payn, Paris, théâtre de l'Ambigu-Comique, 16 septembre 1831.
- Les Six degrés du crime, mélodrame en 3 actes, avec Théodore Nézel, Paris, théâtre de l'Ambigu-Comique, 30 novembre 1831.
- L'Abolition de la peine de mort, drame en 3 actes et en 6 tableaux, avec Alexis Decomberousse et J.-S. Raffard-Brienne, Paris, théâtre de l'Ambigu-Comique, 22 février 1832.
- Le Suicide d'une jeune fille, drame en 3 actes, imité de l'allemand, avec Alexis Decomberousse et Théodore Nézel, Paris, théâtre du Panthéon, 19 juin 1832.
- Le Te-Deum et le De Profundis, vaudeville en 1 acte, avec Victor Ratier, Paris, théâtre du Panthéon, 13 décembre 1832.
- Le Cinquième actedrame-vaudeville en 3 actes, avec Hyacinthe-Jacques de La Motte-Ango de Flers, Paris, théâtre de l'Ambigu-Comique, 9 février 1833.
- La Salle de bains, vaudeville en 2 actes, avec Alexis Decomberousse, Paris, théâtre des Variétés, 21 août 1833.
- Aimer et mourir, drame en 3 actes, avec Alexis Decomberousse, Paris, théâtre de l'Ambigu-Comique, 19 novembre 1833.
- Le Capitaine de vaisseau, ou la Salamandre, vaudeville nautique en 2 actes, avec Alexis Decomberousse et Mélesville, Paris, Gymnase-dramatique, 24 juillet 1834.
- Les Tours de Notre-Dame. Anecdote du temps de Charles VII, avec Alexis Decomberousse, Paris, théâtre des Variétés, 3 novembre 1834.
- Les Beignets à la Cour, comédie en 2 actes mêlés de chants, avec Hyacinthe-Jacques de La Motte-Ango de Flers, Paris, théâtre du Palais-Royal, 25 mars 1835.
- Robert Macaire, pièce en 4 actes et 6 tableaux, avec Saint-Amand et Frédérick Lemaître, Paris, théâtre de la Porte-Saint-Martin, septembre 1835.
- Héloïse et Abeilard, drame en 5 actes, avec Anicet Bourgeois et Francis Cornu, Paris, théâtre de l'Ambigu-Comique, 26 mars 1836.
- L'Homme des rochers, ou les Islandais, mélodrame en 3 actes, à grand spectacle, avec Edmond Rochefort, Paris, théâtre de la Gaîté, 14 mai 1836.
- La Reine d'un jour, chronique mauresque en 2 actes, mêlée de chants, avec Alexis Decomberousse, Paris, théâtre de l'Ambigu-Comique, 16 mai 1836.
- Le Colleur, comédie-vaudeville en 1 acte, avec Alexis Decomberousse, Paris, théâtre du Palais-Royal, 20 août 1836.
- Pierre-le-Rouge, comédie en 3 actes, mêlée de chant, avec Charles Dupeuty et Michel-Nicolas Balisson de Rougemont, Paris, théâtre du Vaudeville, 12 octobre 1836.
- À quoi ça tient !, avec Ernest Antier et Eugène Sandrin, comédie-vaudeville en 1 acte, Paris, théâtre du Palais-Royal, 23 juillet 1837.
- L'Agrafe, drame en 3 actes, avec Ernest Antier, Paris, théâtre de l'Ambigu-Comique, 31 juillet 1837.
- Plock le pêcheur, vaudeville en 1 acte, avec Louis Couailhac, Paris, théâtre du Palais-Royal, 1er août 1838.
- Les Chiens du Mont Saint-Bernard, mélodrame en 5 actes, avec Hyacinthe-Jacques de La Motte-Ango de Flers, Paris, théâtre de l'Ambigu-Comique, 24 août 1838.
- Le Marché de Saint-Pierre, mélodrame en 5 actes, avec Alexis Decomberousse, Paris, théâtre de la Gaîté, 20 juillet 1839.
- Les Héritiers du comte, comédie-vaudeville en 3 actes, avec Louis Couailhac, Paris, théâtre de la Porte Saint-Antoine, 12 octobre 1839.
- Les Trois Muletiers, mélodrame comique en 3 actes, avec Marchal, Paris, théâtre de la Porte-Saint-Martin, 9 novembre 1839.
- Un Bal aux Vendanges de Bourgogne, folie-vaudeville en 2 actes, avec Louis Couailhac, Paris, théâtre de la Porte-Saint-Antoine, 24 février 1840.
- L'Honneur d'une femme, drame en 3 actes, avec Alexis Decomberousse, Paris, théâtre de l'Ambigu-Comique, 14 juin 1840.
- Les Filets de Saint-Cloud, drame en 5 actes, avec Alexis Decomberousse, Paris, théâtre de la Gaîté, 17 février 1842.
- Les voilà bien tous ! vaudeville en 1 acte, avec Hyacinthe-Jacques de La Motte-Ango de Flers, Paris, théâtre de la Gaîté, 6 novembre 1844.
- Le Mannequin du prince, drame-vaudeville en 3 actes, avec Henri Meyer et Jean Baptiste Rose Bonaventure Violet d'Épagny, Paris, théâtre de la Gaîté, 11 décembre 1844.
- La Carotte d'or, comédie-vaudeville en 1 acte, avec Alexis Decomberousse et Mélesville, Paris, théâtre des Variétés, 2 juin 1846.
- Le Masque de poix, drame en 5 actes et 8 tableaux tiré d'un ouvrage de M. Mocquard intitulé Les Fastes du crime, Paris, théâtre de la Gaîté, 27 janvier 1855.
- Mon gigot et mon gendre, vaudeville en 2 actes, avec Marchal, Paris, Folies-Dramatiques, 19 septembre 1861.